# Dinamic Motorsport
Dinamic Motorsport è una scuderia automobilistica italiana.

## Storia
Dinamic Motorsport nasce dalla volontà e dalla passione di Maurizio Lusuardi e Giuliano Bottazzi dopo anni di successi in Italia con numerose vittorie nella Porsche Carrera Cup Italia e nella Porsche Supercup, nel 2019 il team reggiano ha esordito nel GT World Challenge Europe come team di riferimento della Porsche vincendo la 4 Ore di Monza con la sua Porsche 911 GT3 R. Nel 2020 Dinamic Motorsport vince la 6 Ore del Nurburgring e si piazza al terzo posto alla 24 Ore di Spa.